# Sportextra
Sportextra är Radiosportens dagliga längre sändningar i SR P4 och hade premiär den 3 september 1961. Sändningstiderna är mestadels måndag-torsdag klockan 19.03–21.40, lördag 15.03–18.00, söndag 16.03–20.00. Dessutom sänder Radiosporten tre kortare sändningar med nyhetsuppdateringar vid 07.03/08.03, 13.03 och 16.03. På fredagar förekommer bara sändningar vid större idrottsevenemang.
Under de allra första sändningarna hösten 1961 var signaturmelodin till programmet Floyd Cramers pianoversion av storbandslåten Chattanooga choo choo, men denna byttes snart ut till Mucho gusto som är skriven av den kanadensiske kompositören Percy Faith. 1982 skrev Galenskaparna en text till, Bara sport.

## Sportextras bästa referat
När Sportextra hade 50-årsjubileum 2011 firades detta bland annat med korta årskrönikor och en omröstning om sina bästa referat genom alla tider. De sju främsta blev:
1. Lasse Granqvist, VM i ishockey 2003: Tre Kronor vänder underläge 1-5 mot Finland till seger med 6-5 i VM-kvartsfinalen i ishockey 2003. ("Det är omöjligt!")
2. Lasse Granqvist, EM i fotboll 2004: Zlatan Ibrahimović klackar in 1-1 mot Italien i fotbolls-EM 2004. ("Det är inte sant!")
3. Lennart Hyland, VM i ishockey 1962: Sverige vinner VM-guld ishockey 1962 mot Kanada. ("Pucken glider in i mål")
4. Lasse Granqvist, VM i fotboll 1994: Sverige går till VM-semifinal i fotboll 1994 efter straffdrama mot Rumänien. ("Oj, oj, oj Ralf, oj!")
5. Tommy Åström, sommar-OS 2004: Stefan Holm vinner OS-guld i friidrott (höjdhopp) 2004. ("Han klarar, han klarar!")
6. Åke Strömmer, sommar-OS 1976: Anders Gärderud vinner OS-guld i friidrott (3000 meter hinder) 1976. ("Baumgartl ramlar!")
7. Lasse Granqvist, vinter-OS 1994:Tre Kronor vinner OS-guld i ishockey för första gången efter straffdramatik mot Kanada 1994. ("Jösses jösses jösses!")

### Fotnoter
1. ↑  Jimmy Lindahl (27 februari 2007). ”Kan vi ta betalt för detta?”. Bolletinen. http://www.bolletinen.se/sfs/landslaget/tvfotbollen.pdf. Läst 17 juni 2011.
2. 1 2  Nordström, Björn; Lars Nylin (2015). Svenska sportklassiker. Stockholm: Norstedts. sid. 98. ISBN 978-91-1-306060-6
3. ↑  ”Skruven är lös”. Svensk mediedatabas. 27 februari 1982. http://smdb.kb.se/catalog/id/001882991. Läst 17 juni 2011.
4. ↑  ”Mats Strandberg minns - så var sportåret 2011”. Sveriges Radio. 27 februari 2011. http://sverigesradio.se/sida/gruppsida.aspx?programid=4113&grupp=16335. Läst 27 december 2011.
5. ↑  Lasse Granqvist vann, Radiosporten 17 september 2011